# Gorges du Durnand
Les gorges du Durnand sont des gorges situées dans le canton du Valais, en Suisse.

## Informations générales
Classées parmi les dix plus belles d'Europe, les gorges du Durnand s’étendent sur à peu près un kilomètre, entre les contreforts de la Pointe Ronde et du Catogne, sur la commune de Bovernier à 613 m d'altitude au sud de la ville de Martigny. Elles sont accessibles au public depuis 1877 par un sentier bucolique et aérien qui se mue en une succession de passerelles de bois permettant de traverser les gorges et de découvrir les 14 cascades.
C'est un exemple des phénomènes d'érosion sous forme de marmites de géants creusées dans le roc. Le Durnand prend sa source dans la région du Zennepi et reçoit un premier affluent en provenance de la Pointe Ronde pour finalement se jeter dans la Dranse au Borgeaud. Il est principalement alimenté par les glaciers de l'Arpette et de la Gurriaz.

## Chemin pédestre
Le passage qui comprend des marches et des passerelles en bois a été réalisé en 1877. Il a été entièrement rénové et rehaussé en 1987. À la suite d'une crue importante en 2006, la réparation des dégâts a demandé un investissement de la bourgeoisie de 70 000 francs suisses, c'est pourquoi la visite est payante.
Le parcours d'environ 1 km pour 200 m de dénivelé, comprend 330 marches et surplombe 14 cascades. Il dure environ 60 minutes avec la possibilité de retour par un chemin pédestre dans la forêt.
Depuis 2019, afin de limiter les dangers de chutes de pierres, deux passerelles métalliques ont été ajoutées au départ du parcours, afin de contourner la zone à risque.

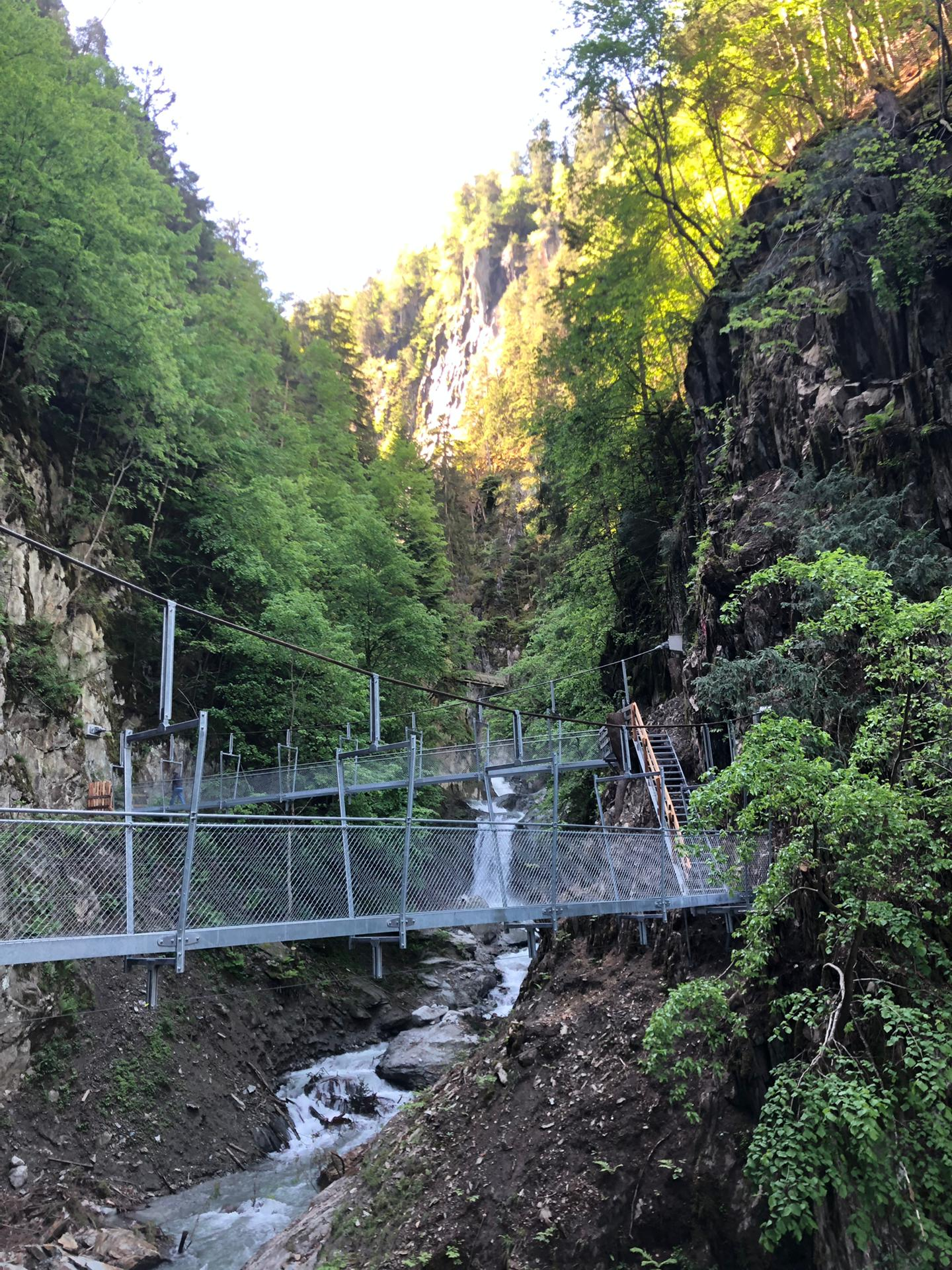
Les nouvelles passerelles métalliques installées en 2019